# Château d'Oraison
Le château d'Oraison est situé sur le territoire de la commune française de Oraison, dans le département des Alpes-de-Haute-Provence et la région Provence-Alpes-Côte d'Azur.

## Historique
Le château situé en plein centre-ville est construit à la fin du Moyen Âge ou pendant la Renaissance par la famille d'Oraison. Il est profondément remanié par la famille de Fulque, originaire de Valensole, qui fit l'acquisition du marquisat d'Oraison en 1720. Ce château, conservé par cette même famille de Fulque jusqu'à la Révolution de 1789 et après, est vendu en 1806 à trois particuliers du lieu. On le surélève par la suite d'un étage pour y loger une magnanerie (Laugier). Louis Pasteur viendra d'ailleurs y étudier en 1868 les maladies du magnan (magnan, nom du ver à soie en provençal). Dans les années 1950, cette magnanerie alors désaffectée, abrite un temps "l'usine" des cartes postales d'Oraison qui migra par la suite jusqu'à l'emplacement de l'actuelle gendarmerie.